# Borstnate
Borstnate (Potamogeton pectinatus) är en växtart i familjen nateväxter. 